# 2019年亞洲競技體操錦標賽
2019年亞洲競技體操錦標賽為第8屆亞洲競技體操錦標賽，6月19日至22日於蒙古烏蘭巴托國家體育館舉行。

## 獎牌得主

### 男子
| 項目     | 金牌                                              | 银牌                                                      | 铜牌                                                  |
| 團體     | 中国 · 劉榕冰 · 蘭星宇 · 黃明淇 · 胡旭威 · 楊家興 | 日本 · 府殿大佑 · 荒屋敷響貴 · 春木三憲 · 田中樹 · 岡準平 | 中華臺北 · 李智凱 · 唐嘉鴻 · 蕭佑然 · 徐秉謙 · 林冠儀 |
| 個人全能 | 李智凱 · 中華臺北（TPE）                          | 楊家興 · 中国（CHN）                                      | 劉榕冰 · 中国（CHN）                                  |
| 地板     | 楊家興 · 中国（CHN）                              | 米拉德·卡里米 · 哈萨克斯坦（KAZ）                         | 府殿大佑 · 日本（JPN）                                |
| 鞍馬     | 艾哈迈德·阿布·苏德 · 约旦（JOR）                  | Saeid Reza Keikha · 伊朗（IRI）                           | 劉榕冰 · 中国（CHN）                                  |
| 吊環     | 蘭星宇 · 中国（CHN）                              | Jong Ryong-il · 朝鲜（PRK）                               | Mehdi Ahmad-Kohani · 伊朗（IRI）                      |
| 跳馬     | 黃明淇 · 中国（CHN）                              | Muhammad Aprizal · 印尼（INA）                            | 米拉德·卡里米 · 哈萨克斯坦（KAZ）                     |
| 雙槓     | 劉榕冰 · 中国（CHN）                              | 胡旭威 · 中国（CHN）                                      | Đinh Phương Thành · 越南（VIE）                       |
| 單槓     | 胡旭威 · 中国（CHN）                              | 唐嘉鴻 · 中華臺北（TPE）                                  | Lê Thanh Tùng · 越南（VIE）                           |

### 女子
| 項目     | 金牌                                              | 银牌                                                          | 铜牌                                            |
| 團體     | 中国 · 芦玉菲 · 刘杰瑜 · 周瑞雨 · 虞琳敏 · 赵诗婷 | 日本 · 坂口彩夏 · 佐野亞里紗 · 新山愛望 · 花島なつみ · 宗万凜 | · Ham Mi-ju · 李恩宙 · Kim Yeon-gi · Park Du-na |
| 個人全能 | 周瑞雨 · 中国（CHN）                              | 芦玉菲 · 中国（CHN）                                          | 花島なつみ · 日本（JPN）                        |
| 跳馬     | 虞琳敏 · 中国（CHN）                              | 坂口彩夏 · 日本（JPN）                                        | Pranati Nayak · 印度（IND）                     |
| 高低槓   | 芦玉菲 · 中国（CHN）                              | 周瑞雨 · 中国（CHN）                                          | 李恩宙 · 韩国（KOR）                            |
| 平衡木   | 丁華恬 · 中華臺北（TPE）                          | 李恩宙 · 韩国（KOR）                                          | 周瑞雨 · 中国（CHN）                            |
| 地板     | 花島なつみ · 日本（JPN）                          | 李恩宙 · 韩国（KOR）                                          | 刘杰瑜 · 中国（CHN）                            |

## 獎牌榜
| 排名                      | 国家 / 地区               | 金牌 | 銀牌 | 銅牌 | 总计 |
| ------------------------- | ------------------------- | ---- | ---- | ---- | ---- |
| 1                         | 中國                      | 10   | 4    | 4    | 18   |
| 2                         | 中華臺北                  | 2    | 1    | 1    | 4    |
| 3                         | 日本                      | 1    | 3    | 2    | 6    |
| 4                         | 约旦                      | 1    | 0    | 0    | 1    |
| 5                         |                           | 0    | 2    | 2    | 4    |
| 6                         | 伊朗                      | 0    | 1    | 1    | 2    |
| 6                         |                           | 0    | 1    | 1    | 2    |
| 8                         | 印度尼西亞                | 0    | 1    | 0    | 1    |
| 8                         |                           | 0    | 1    | 0    | 1    |
| 10                        | 越南                      | 0    | 0    | 2    | 2    |
| 11                        | 印度                      | 0    | 0    | 1    | 1    |
| 总计（共11个国家 / 地区） | 总计（共11个国家 / 地区） | 14   | 14   | 14   | 42   |